# Championnats de Colombie de cyclisme sur route 2022
Navigation
Championnats de Colombie 2021 Championnats de Colombie 2023
Les championnats de Colombie de cyclisme sur route se déroulent du 10 au 13 février 2022 dans le département de Risaralda et ce pour la deuxième fois d'affilée. L'événement est organisé par la fédération colombienne de cyclisme, avec le soutien du ministère colombien des sports, les principales autorités du département et de Pereira et la ligue cycliste départementale. Comme pour les championnats 2021, l'épicentre de la manifestation est l'exigeant circuit de 17,8 km, avec départ et arrivée sur l'avenue des Amériques (Avenida Las Américas) au niveau de la rue n° 46. Pereira devenant la première ville à organiser les championnats deux années consécutives,.

## Programme
Le guide technique des championnats annonce le programme.
- Jeudi 10 février à 8h00 à La Virginia :
  - Contre-la-montre Espoir et Élite féminines : 20,7 km
- Jeudi 10 février à 9h30 à La Virginia :
  - Contre-la-montre Espoir messieurs : 32,7 km
- Jeudi 10 février à 10h15 à La Virginia :
  - Contre-la-montre Élite messieurs : 38,3 km
- Vendredi 11 février à 8h00 à Pereira :
  - Course en ligne Espoir et Élite féminines : 142,4 km
- Samedi 12 février à 8h00 à Pereira :
  - Course en ligne Espoir messieurs : 158,4 km
- Dimanche 13 février à 8h00 à Pereira : 
  - Course en ligne Élite messieurs : 229,6 km

Tout coureur relégué à plus de dix minutes du peloton sera retiré de la compétition.

## Participation
Le règlement spécifique aux championnats (Reglamentación particular del Campeonato Nacional de Ruta de Colombia) détaille les modalités de participation.
Pour les courses en ligne Élite et Espoir hommes, les coureurs appartenant à des équipes affiliées à l'UCI, les coureurs appartenant à des équipes étrangères (de n'importe quelle catégorie) pourront participer et ce, sans limitation de nombre. Les coureurs appartenant à des formations colombiennes de marque ou à des ligues départementales affiliées à la FCC sont par contre eux limités à six par équipes.
Pour les courses en ligne Élite et Espoir femmes, les concurrentes qu'elles soient dans des formations étrangères, dans des formations colombiennes de marque ou portant les couleurs d'une ligue départementale peuvent participer sans limitation de nombre.
En cas d'inscriptions nombreuses (plus de deux cents coureurs inscrits), il correspond à la commission technique de déterminer les modalités de participation et si besoin de limiter le nombre de coureurs par équipes.

## Podiums

### Épreuves masculines
| Épreuves         | Or                                                           | Or | Or              | Argent                                                   | Argent | Argent | Bronze                                     | Bronze | Bronze     |
| ---------------- | ------------------------------------------------------------ | -- | --------------- | -------------------------------------------------------- | ------ | ------ | ------------------------------------------ | ------ | ---------- |
| Élites           |                                                              |    |                 |                                                          |        |        |                                            |        |            |
| Course en ligne  | Sergio Higuita (Bora - Hansgrohe)                            | en | 5 h 24 min 34 s | Yeison Rincón (Supergiros - Alcaldía de Manizales)       | à      | 52 s   | Esteban Chaves (EF Education - EasyPost)   |        | m.t.       |
| Contre-la-montre | Daniel Martínez (Ineos Grenadiers)                           | en | 43 min 27 s     | Esteban Chaves (EF Education - EasyPost)                 |        | 12 s   | Diego Camargo (EF Education - EasyPost)    | à      | 41 s       |
| Moins de 23 ans  |                                                              |    |                 |                                                          |        |        |                                            |        |            |
| Course en ligne  | Germán Darío Gómez (Colombia Tierra de Atletas - GW Shimano) | en | 3 h 39 min 42 s | Andrés Mancipe (Colombia Tierra de Atletas - GW Shimano) | à      | 15 s   | Frank Flórez (Ligue cycliste de Risaralda) | à      | 18 s       |
| Contre-la-montre | Juan Manuel Barboza (Orgullo paisa - Antioquia)              | en | 38 min 49 s     | Johan Porras (Ligue cycliste de Bogota - IDRD)           | à      | 35 s   | David Mesa (Ligue cycliste de Boyacá)      | à      | 1 min 19 s |

### Épreuves féminines
| Épreuves         | Or                                                  | Or | Or              | Argent                                              | Argent | Argent | Bronze                                     | Bronze | Bronze |
| ---------------- | --------------------------------------------------- | -- | --------------- | --------------------------------------------------- | ------ | ------ | ------------------------------------------ | ------ | ------ |
| Élites           |                                                     |    |                 |                                                     |        |        |                                            |        |        |
| Course en ligne  | Diana Peñuela (DNA)                                 | en | 4 h 19 min 57 s | Lorena Colmenares (Colombia Tierra de Atletas (es)) |        | m.t.   | Andrea Alzate (CM Team)                    | à      | 5 s    |
| Contre-la-montre | Marcela Hernández (Colombia Tierra de Atletas)      | en | 28 min 31 s     | Tatiana Dueñas (Avinal - Carmen de Viboral)         | à      | 24 s   | Camila Valbuena (Ligue cycliste de Bogota) | à      | 29 s   |
| Moins de 23 ans  |                                                     |    |                 |                                                     |        |        |                                            |        |        |
| Course en ligne  | Elizabeth Castaño (Colombia Tierra de Atletas (es)) | en | 4 h 19 min 57 s | Carolina Vargas (CM Team)                           | à      | 7 s    | Stefanía Sánchez (CM Team)                 | à      | 13 s   |
| Contre-la-montre | Mariana Herrera (Ligue cycliste de Valle)           | en | 28 min 56 s     | Jennifer Sánchez (Ligue cycliste de Bogota)         | à      | 25 s   | Stefanía Sánchez (CM Team)                 | à      | 30 s   |

## Déroulement des championnats

### 9 février: ouverture des championnats
Les championnats débutent à 9h00 dans les installations du parc métropolitain du café (Parque Metropolitano del Café), à Pereira, par la révision des licences, la confirmation de la présence des concurrents et la livraison des tests Covid-19.
Puis de 14 à 15h00, au même endroit, se déroule le congrès technique avec les principales autorités de la course et le jury des commissaires.

### 10 février: les contre-la-montre
Daniel Martínez est titré pour la troisième fois tandis que Marcela Hernández s'offre son premier maillot tricolore (en catégorie Élite).

La première journée de compétition des championnats est consacrée aux contre-la-montre.
Les premiers concurrents à s'élancer sont les Espoirs féminines. Les vingt-deux prétendantes au titre de leur catégorie d'âge partent de minute en minute. À 9h10, la première à partir est Shirly Roa mais la première à arriver est Jennifer Sánchez, de la ligue cycliste de Bogota. S'élançant en troisième position, elle double les deux premières partantes sur la parcours et réalise 29 min 21 s pour effectuer les 20,7 km du parcours. Moins de quatre-vingt-dix secondes plus tard, Mariana Herrera, de la Ligue cycliste de Valle, soustrait vingt-cinq secondes au temps réalisé par Sánchez. Les dix-sept concurrentes suivantes ne réussiront pas à faire mieux que ses deux coureuses. Seules Stefanía Sánchez, Lina Rojas et Elizabeth Castaño réussiront à s'intercaler entre les deux premières au temps intermédiaire. Mais elles termineront dans cet ordre aux troisième, quatrième et cinquième rangs finals. Quinze secondes séparent Jennifer Sánchez d'Elizabeth Castaño. Lina Rojas échoue, quant à elle, à cinq secondes de la médaillée de bronze, Stefanía Sánchez,.
Sacrée trois fois championne de Colombie sur la piste en 2021, Mariana Herrera s'octroie son premier titre Espoir sur la route.
Classement du contre-la-montre individuel Espoir féminins
|   | Coureur           | Équipe                          |    | Temps       |
| - | ----------------- | ------------------------------- | -- | ----------- |
| 1 | Mariana Herrera   | Ligue cycliste de Valle         | en | 28 min 56 s |
| 2 | Jennifer Sánchez  | Ligue cycliste de Bogota        | à  | 25 s        |
| 3 | Stefanía Sánchez  | CM Team                         | à  | 30 s        |
| 4 | Lina Rojas        | Colombia Tierra de Atletas (es) | à  | 35 s        |
| 5 | Elizabeth Castaño | Colombia Tierra de Atletas      | à  | 40 s        |

Vingt-deux coureuses engagées, vingt-deux coureuses classées.

À la veille du contre-la-montre féminin Élite, la revue colombienne Mundo Ciclistico présente cinq favorites pour le titre. Il s'agit, pour celle-ci, de Serika Gulumá, déjà cinq fois championne de Colombie de la discipline et tenante du titre, de Milena Fagua (en), troisième l'année précédente, de Marcela Hernández, quadruple championne Espoir de la discipline, de Cristina Sanabria, quadruple championne nationale et de Camila Valbuena, deux fois médaillée d'argent du contre-la-montre dans la catégorie des moins de 23 ans.
Les participantes s'élancent également de minute en minute. La première coureuse Élite à partir est Llyby Santos. Elle réalise un anecdotique 33 min 6 s pour effectuer les 20,7 km du parcours. En moins de quatre minutes, ce sont tour à tour, Jennifer Medellín, Karen Villamizar et Diana Castillo qui réalisent le meilleur temps provisoire,. La triathlète vallecaucana Diana Castillo, en 29 min 30 s, est la première à descendre sous la demi-heure pour effectuer son effort solitaire. Mais Cristina Sanabria ne lui laisse la tête du classement général qu'à peine trois minutes. Sanabria réussit 29 min 8 s. Cependant elle échouera au pied du podium, à la quatrième place. Tatiana Dueñas, partie six minutes plus tard, soustrait treize secondes au temps de la Santandereana. Antépénultième participante à partir, Camila Valbuena prend six secondes d'avance au passage intermédiaire sur Dueñas. Mais à l'arrivée, c'est la Bogotanaise qui a un avantage de cinq secondes sur Valbuena. Ultime concurrente à s'élancer, Marcela Hernández, déjà en tête au temps intermédiaire, prend le dessus sur ses opposantes. En 28 min 31 s, elle obtient son premier titre dans la catégorie Élite. Hernández devance de vingt-quatre secondes Tatiana Dueñas et de vingt-neuf Camila Valbuena,.
Pour la première fois en dix ans, ni Serika Gulumá ni Cristina Sanabria montent sur la plus haute marche du podium avec l'avènement de Marcela Hernández.
Classement du contre-la-montre individuel Élite dames
|   | Coureur           | Équipe                          |    | Temps       |
| - | ----------------- | ------------------------------- | -- | ----------- |
| 1 | Marcela Hernández | Colombia Tierra de Atletas (es) | en | 28 min 31 s |
| 2 | Tatiana Dueñas    | Avinal - Carmen de Viboral      | à  | 24 s        |
| 3 | Camila Valbuena   | Ligue cycliste de Bogota        | à  | 29 s        |
| 4 | Cristina Sanabria | Colombia Tierra de Atletas      | à  | 37 s        |
| 5 | Estefanía Herrera | Ligue cycliste d'Antioquia      | à  | 45 s        |
| 6 | Milena Fagua (en) | Indeportes Boyacá Avanza        | à  | 49 s        |
| 7 | Diana Castillo    | Ligue cycliste de Valle         | à  | 59 s        |
| 8 | Serika Gulumá     | CM Team                         | à  | 1 min 17 s  |

Dix-huit inscrites, dix-huit classées.

Selon le programme, cinq minutes à peine après le départ de la dernière concurrente féminine s'élance à 9h58, le premier participant en catégorie Espoir masculin, Santiago Sánchez. Mais le premier à en terminer est le compétiteur suivant, Juan Esteban Ballen. Son temps ne tient pas deux minutes puisque Brayan Clavijo réalise 41 min 33 s. Meilleur temps provisoire, Clavijo attend quinze concurrents pour voir son "chrono" être battu par Johan Porras. Ce dernier réussit 39 min 24 s. Seul un adversaire réussira à battre la performance de Porras. Juan Manuel Barboza s'empare du titre avec un temps de 38 min 49 s pour effectuer les 32,7 km du parcours. David Mesa monte sur la troisième marche du podium à 1 min 19 s de Barbosa. Tandis que Germán Darío Gómez échoue à la quatrième place à seize secondes de Mesa,.
Classement du contre-la-montre individuel Espoir messieurs
|   | Coureur             | Équipe                                  |    | Temps       |
| - | ------------------- | --------------------------------------- | -- | ----------- |
| 1 | Juan Manuel Barboza | Orgullo paisa - Antioquia               | en | 38 min 49 s |
| 2 | Johan Porras        | Ligue cycliste de Bogota - IDRD         | à  | 35 s        |
| 3 | David Mesa          | Ligue cycliste de Boyacá                | à  | 1 min 19 s  |
| 4 | Germán Darío Gómez  | Colombia Tierra de Atletas - GW Shimano | à  | 1 min 35 s  |
| 5 | Manuel Herrera      | EPM - Scott                             | à  | 1 min 51 s  |

Quarante et un coureurs classés.

### 11 février: la course en ligne dames
Selon le règlement, les trois premières de la course monteront sur le podium et sera déclarée championne de Colombie, la première arrivée. De même, un podium sera constitué des trois premières cyclistes, concourant avec une licence Espoir. Si, dans le cas de figure où les trois premières à l'arrivée sont des coureuses Espoir, la cérémonie protocolaire des moins de 23 ans sera supprimée et la vainqueure déclarée championne de Colombie Élite.
Vainqueure du contre-la-montre, la veille, Marcela Hernández est la grande favorite à l'instar de sa coéquipière, au sein de la formation Colombia Tierra de Atletas (es), et tenante du titre Lorena Colmenares. L'autre grande candidate à la médaille d'or est Diana Peñuela, professionnelle dans l'équipe américaine DNA et troisième l'année précédente. Tandis que la principale absente est Paula Patiño, médaillée d'argent en 2021. Sa formation Movistar n'ayant pas jugée nécessaire sa présence aux championnats.
Classement de la course en ligne Espoir féminins
|   | Coureur           | Équipe                          |    | Temps           |
| - | ----------------- | ------------------------------- | -- | --------------- |
| 1 | Elizabeth Castaño | Colombia Tierra de Atletas (es) | en | 4 h 19 min 57 s |
| 2 | Carolina Vargas   | CM Team                         | à  | 7 s             |
| 3 | Stefanía Sánchez  | CM Team                         | à  | 13 s            |
| 4 | Lina María Rojas  | Merquimia Team                  | à  | 15 s            |
| 5 | Laura Rojas       | Indeportes Boyacá Avanza        | à  | 18 s            |

### 13 février: la course en ligne Élites messieurs
Sergio Higuita devient champion de Colombie pour la seconde fois.
| \| Classement général \| Classement général \| Classement général \| Classement général \| Classement général \| \| Coureur \| Coureur \| Pays \| Équipe \| Temps \| \| ------------------ \| ------------------ \| ------------------ \| ---------------------------------------- \| ------------------ \| \| 1er \| Sergio Higuita[12] \| Colombie \| Bora-Hansgrohe \| 5 h 24 min 34 s \| \| 2e \| Yeison Rincón \| Colombie \| Supergiros-Alcaldía de Manizales \| + 52 s \| \| 3e \| Esteban Chaves \| Colombie \| EF Education-EasyPost \| + 52 s \| \| 4e \| Nelson Soto \| Colombie \| Colombia Tierra de Atletas-GW Bicicletas \| + 56 s \| \| 5e \| Cristhian Montoya \| Colombie \| Medellín-EPM \| + 56 s \| \| 6e \| Saúl Burgos \| Colombie \| Colnago CM Team \| + 56 s \| \| 7e \| Marco Tulio Suesca \| Colombie \| Orgullo Paisa \| + 1 min 01 s \| \| 8e \| Edison Muñoz \| Colombie \| Colnago CM Team \| + 1 min 04 s \| \| 9e \| Róbigzon Oyola \| Colombie \| Medellín-EPM \| + 1 min 07 s \| \| 10e \| Luis Daniel Zea \| Colombie \| \| + 1 min 07 s \| |                    |          |                                          |                 |
| |                    |          |                                          |                 |
| |                    |          |                                          |                 |
| Classement général |                    |          |                                          |                 |
| Coureur | Coureur            | Pays     | Équipe                                   | Temps           |
| 1er | Sergio Higuita     | Colombie | Bora-Hansgrohe                           | 5 h 24 min 34 s |
| 2e | Yeison Rincón      | Colombie | Supergiros-Alcaldía de Manizales         | + 52 s          |
| 3e | Esteban Chaves     | Colombie | EF Education-EasyPost                    | + 52 s          |
| 4e | Nelson Soto        | Colombie | Colombia Tierra de Atletas-GW Bicicletas | + 56 s          |
| 5e | Cristhian Montoya  | Colombie | Medellín-EPM                             | + 56 s          |
| 6e | Saúl Burgos        | Colombie | Colnago CM Team                          | + 56 s          |
| 7e | Marco Tulio Suesca | Colombie | Orgullo Paisa                            | + 1 min 01 s    |
| 8e | Edison Muñoz       | Colombie | Colnago CM Team                          | + 1 min 04 s    |
| 9e | Róbigzon Oyola     | Colombie | Medellín-EPM                             | + 1 min 07 s    |
| 10e | Luis Daniel Zea    | Colombie |                                          | + 1 min 07 s    |